# دان كورتيس جونسون
دان كورتيس جونسون (بالإنجليزية: Dan Curtis Johnson)‏ هو كاتب أمريكي، ولد في القرن العشرين.